# Недзбуж
Недзбуж (пол. Niedzbórz) — село в Польщі, у гміні Стшеґово Млавського повіту Мазовецького воєводства.
Населення — 459 осіб (2011).
У 1975-1998 роках село належало до Цехановського воєводства.

## Демографія
Демографічна структура станом на 31 березня 2011 року:
|          | Загалом | Допрацездатний вік | Працездатний вік | Постпрацездатний вік |
| -------- | ------- | ------------------ | ---------------- | -------------------- |
| Чоловіки | 238     | 54                 | 158              | 26                   |
| Жінки    | 221     | 43                 | 129              | 49                   |
| Разом    | 459     | 97                 | 287              | 75                   |